# Leopold von Winter (Politiker)

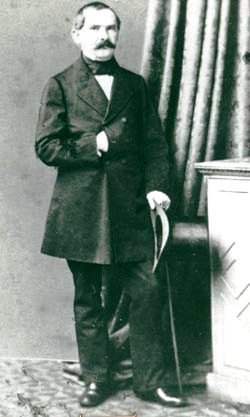
Leopold von Winter

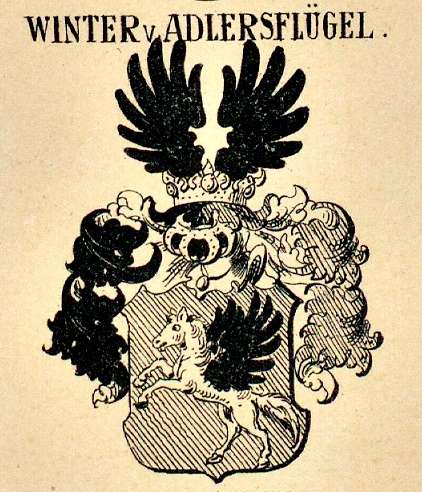
Familienwappen

Johann Friedrich Karl Adolf Leopold von Winter (* 23. Januar 1823 in Schwetz; † 9. Juli 1893 ebenda) war ein preußischer Beamter, Abgeordneter und Oberbürgermeister von Danzig. Er entstammte dem Adelsgeschlecht Winter von Adlersflügel.

## Leben
Er entstammte einer Pfälzer Familie und war der Sohn des Superintendenten Leopold Winter, der am 28. Mai 1828 in Berlin die preußische Adelsanerkennung als „von Winter“ erhielt.
Winter studierte an der Friedrich-Wilhelms-Universität zu Berlin und trat 1845 als Auskulator in den preußischen Verwaltungsdienst ein. Im Jahr 1847 war er Regierungsreferendar in Danzig und später Assessor in Marienburg. Ab 1850 war er zunächst stellvertretender und dann Landrat des Landkreises Lebus. Im Jahr 1859 wurde er Geheimer Regierungsrat und vortragender Rat im preußischen Innenministerium. Zwischen 1861 und 1862 amtierte er interimistisch als Polizeipräsident in Berlin. Vom 1. Januar 1863 bis 1890 war Winter Oberbürgermeister in Danzig. Der evangelische Pfarrer und Schriftsteller Artur Brausewetter, der in Danzig vierzig Jahre an der Oberpfarrkirche St. Marien als Diakon und später als Archidiakon wirkte, bezeichnete Winter als einen „hochverdienten Geheimrat“ und „hervorragenden“ Oberbürgermeister.
Er gehörte als Mitglied der nationalliberalen Partei von 1871 bis 1878 dem Reichstag für den Reichstagswahlkreis Regierungsbezirk Marienwerder 1 an. Ab 1872 war er Mitglied des Preußischen Herrenhauses. Winter war auch Mitglied des Provinziallandtages für Westpreußen und von 1878 bis 1890 Mitglied des Provinzialausschusses. Er galt als Vertrauter des Kronprinzen Friedrich.
Winter gehörte auch dem „Deutschen Verein für öffentliche Gesundheitspflege“ an. Des Weiteren war er Mitglied der „Danziger naturforschenden Gesellschaft“. In dieser setzte er 1862 eine Statutenänderung durch, nach der nunmehr jedem interessierten Danziger der Zugang offenstand.
Im Jahr 1890 wurde er zum Ehrenbürger von Danzig ernannt. Er war Gutsbesitzer im Landkreis Kulm (Weichsel). Winter starb am 9. Juli 1893 kurz vor Mitternacht.